# Matteo Cancellieri
Pour les articles homonymes, voir Cancellieri.
Matteo Cancellieri, né le 12 février 2002 à Rome, est un footballeur international italien qui évolue au poste d'ailier droit au Parme Calcio, en prêt de SS Lazio.

## Biographie

### Carrière en club

#### Formation à Rome
Matteo Cancellieri est arrivé au centre de formation de l'AS Roma à l'âge de neuf ans en provenance de la Polisportiva De Rossi dans l'Appio-Latino, devenant rapidement un buteur prolifique avec les jeunes Giallorossi,.
Le nom de Cancellieri fait pour la première fois les gros titres le 13 mars 2018, lors du match de Ligue des champions contre le Shakhtar Donetsk, où il était ramasseur de balles au Stadio Olimpico. En fin de match il est poussé par le joueur du Shakhtar Facundo Ferreyra, qui le fait tomber par-dessus un panneau publicitaire alors qu'il tarde à renvoyer un ballon. La Roma remporte finalement le match, se qualifiant pour les quarts de finale, où elle battra le FC Barcelone dans une célèbre remontada, sous les ordres du coach Di Francesco,,,.

#### Prèt à Vérone
En 2020, Cancellieri rejoint le Hellas Vérone pour un prêt de deux ans avec obligation d'achat, aux côtés de ses coéquipiers Mert Çetin et Aboudramane Diaby, alors que Marash Kumbulla fait le chemin dans le sens inverse pour rejoindre Rome,,.
Il joue sa première saison dans le club en Campionato Primavera, impressionnant encore avec son total de buts, puisqu'il atteint le fond des filets à 15 reprises, avec en plus 7 passes décisives, le tout en seulement 18 matchs,.
Il fait ses débuts professionnels pour Vérone sous l'égide d'Eusebio Di Francesco le 14 août 2021, titularisé pour le match de Coppa Italia contre Catanzaro, s'avérant déterminant dans la victoire de son équipe 3-0 à domicile,. Cancellieri fait ses débuts en Serie A seulement une semaine plus tard contre Sassuolo, entrant en jeu, avant de connaitre sa première titularisation en championnat six jours plus tard, contre l'Inter Milan, les champions d'Italie en titre,.

### Carrière en sélection
Déjà international avec les moins de 17 ans italiens en 2018,,, Matteo Cancellieri est appelé pour la première fois avec l'équipe d'Italie espoirs en août 2021. Il fait ses débuts avec la sélection le 3 septembre 2021, titulaire et buteur lors d'une victoire 3-0 à domicile contre le Luxembourg, comptant pour les éliminatoires du Championnat d'Europe,.

## Statistiques
| Saison                | Club                  | Championnat           | Championnat | Championnat | Championnat | Coupe(s) nationale(s) | Coupe(s) nationale(s) | Coupe(s) nationale(s) | Compétition(s) continentale(s) | Compétition(s) continentale(s) | Compétition(s) continentale(s) | Compétition(s) continentale(s) | Italie | Italie | Italie | Total | Total | Total |
| Saison                | Club                  | Division              | M.          | B.          | P.d.        | M.                    | B.                    | P.d.                  | Comp.                          | M.                             | B.                             | P.d.                           | M.     | B.     | P.d.   | M.    | B.    | P.d.  |
| 2021-2022             | Hellas Vérone         | Serie A               | 12          | 1           | 0           | 2                     | 1                     | 0                     | -                              | -                              | -                              | -                              | 1      | 0      | 0      | 15    | 2     | 0     |
| Sous-total            | Sous-total            | Sous-total            | 12          | 1           | 0           | 2                     | 1                     | 0                     | -                              | 0                              | 0                              | 0                              | 1      | 0      | 0      | 15    | 2     | 0     |
| 2022-2023             | Lazio Rome (prêt)     | Serie A               | 20          | 0           | 0           | -                     | -                     | -                     | C3+C4                          | 6+4                            | 0+0                            | 0+0                            | -      | -      | -      | 30    | 0     | 0     |
| Sous-total            | Sous-total            | Sous-total            | 20          | 0           | 0           | 0                     | 0                     | 0                     | -                              | 10                             | 0                              | 0                              | 0      | 0      | 0      | 30    | 0     | 0     |
| Total sur la carrière | Total sur la carrière | Total sur la carrière | 32          | 1           | 0           | 2                     | 1                     | 0                     | -                              | 10                             | 0                              | 0                              | 1      | 0      | 0      | 45    | 2     | 0     |